# César Laraignée
César Augusto Laraignée, talvolta francesizzato in César-Auguste Laraignée (Buenos Aires, 10 febbraio 1949), è un allenatore di calcio ed ex calciatore argentino, di ruolo difensore, tecnico delle giovanili del River Plate.

## Caratteristiche tecniche
Giocava come difensore; ricoprì il ruolo di centrale difensivo.

## Carriera

### Club
Nel 1968, a diciannove anni, debuttò in prima squadra nel River Plate. Si affermò come difensore centrale titolare, assommando svariate presenze in Primera División argentina. Al termine delle cinque stagioni al River aveva assommato 109 gare, con 14 reti all'attivo. Nel 1972 venne acquistato dalla società francese dello Stade de Reims, che aveva già attinto al calcio argentino, dato che annoverava nelle sue file Delio Onnis, Carlos Bianchi e Santiago Santamaría. Debuttò nella stagione 1972-1973, e divenne subito titolare, disputando 36 gare e segnando 2 gol. Le annate seguenti furono caratterizzate dalla continuità, e videro Laraignée presenziare in quasi tutte le partite. Nel 1977 subì un infortunio al ginocchio; nello stesso anno era passato al Laval, altra compagine di massima serie. Nel 1978 firmò per l'Olympique di Avignone, formazione di Division 2, e vi giocò 23 incontri. L'anno seguente lasciò Avignone per Rouen: in tale città chiuse la sua carriera, dopo 42 gare di seconda divisione.

### Nazionale
Con la propria selezione nazionale raccolse 11 presenze tra il 1970 e il 1973 durante la gestione Pizzuti. Debuttò il 22 ottobre 1970, durante l'incontro amichevole tra Argentina e Paraguay. Nel 1971 prese parte alla Copa Lipton e alla Copa Rosa Chevallier Boutell, vincendole entrambe; fu inoltre convocato nelle formazioni che parteciparono alla Copa Roca, alla Copa Newton e alla Copa Carlos Dittborn.